# Herencia De Timbiqui
Эренсия де Тимбики (исп. Herencia de Timbiquí) — колумбийская музыкальная группа из местечка Тимбики, Каука, Колумбия, которая объединяет в своем творчестве звуки маримбы и народных инструментов (большой барабан bombo и конги), современную городскую музыку.

## Образование группы
Herencia de Timbiqui образовалась в 2000 году и состоит, в основном, из исполнителей африканского происхождения. Идущий из глубины веков звук маримбы Чонта, колумбийского барабана куно, народный инструмент гуасо и барабан бомбо – все это музыка Тихоокеанского побережья Колумбии, которой посвятили своё творчество эти музыканты, соединив её с элементами современной городской музыки и создав, таким образом, полнозвучную картину музыки афроколумбисйкого происхождения, ставшей популярной во всем мире.
Изначально группа была сосредоточена на музыкальных традициях коренных жителей Тихоокеанского побережья (Marimba, Bombo Golpeador, Bombo Arullador, Cununo Macho, Cununo Hembra, Tres Voces, Guasa), однако для придания музыке большей оригинальности впоследствии был добавлен базовый набор таких типичных урбанистических инструментов, как бас, клавишные, труба, саксофон, электрогитара и барабаны. 
Группа Herencia de Timbiqui является наследником народных традиций и древнего культурного наследия Колумбии.

## Творческая деятельность
В 2006 году, когда завершилось формирование группы, музыканты выпустили первый альбом «De Mangle a Mango y siguiendo el camino».
Группы планировала расширять сферу своей деятельности, вот почему они с радостью восприняли идею музыканта Густаво Эскобара (кто на тот момент руководил группой) о том, чтобы смешать тихоокеанскую музыку с роком, поп и фанком. Это предложение предполагало включение в состав Herencia электрогитары, синтезаторов и других инструментов. Это преобразование вместе с кропотливой работой стало залогом того, что группа была признана как национальные музыканты, которые открыли дверь в мир музыки народов Тихоокеанского побережья.
На X Фестивале музыки Тихоокеанского региона имени Петронио Альвареса (Festival de musica del Pacifico Petronio Alvarez) группа заслужила награду как Лучшая независимая группа.
Уже к декабрю 2007 года Herencia de Timbiqui выпустила второй альбом "Carols Black".
В 2010 году группа достигла международной известности после путешествия в Европу, где они дебютировали на Джазовом фестивале в Монтрё, Швейцария. Впервые на европейской сцене прозвучали ритмы маримбы chonta.
В 2011 году был выпущен третий по счету альбом «Tambo», в который вошли ставшие крайне популярными треки "Te invito", "Y qué", "Coca por coco" и "La Sargento Matacho".  В том же году, после  участия группы в американском фестивале SXSW (Остин, штат Техас), альбом «Tambo» выиграл приз "Запись года".
В марте 2013 года Herencia de Timbiqui награждена Серебряной Чайкой на Международном фестивале песни Винья-дель-Мар за лучшее исполнение народной песни “Amanecé”.

## Состав группы
- William Angulo - вокалист
- Begner Vasquez - вокалист, автор песен и композитор
- Henrique Riasco - маримба Чонта
- Etiel Loango - барабан бомбо
- Pablo Mancilla - конги
- Julio Mancilla - перкуссия
- Julio Sanchez - бас-гитара
- Cristhian Salgado - клавиши, продюсер
- Andres Pinzon - электрогитара
- Harlinson Lozano - саксофон, музыкальный директор
- Omar Trujillo - труба

## Дискография
- De Mangle a Mango y siguiendo el camino (2006)
- Villancicos Negros (2007)
- Tambó (2011)
- This is Gozar (2013) в процессе создания